# Ōnojō
Ōnojō (japanska: 大野城市?, Ōnojō-shi) är en stad i Fukuoka prefektur i Japan. Staden fick stadsrättigheter 1972.